# Вентиляційний парус
Вентиляційний парус (рос. вентиляционный парус, англ. air sail) — пристрій для обмеження доступу повітря. Розташовується у виробках з інтенсивним рухом людей та вантажів.
Вентиляційний парус — це шматок брезенту або стрічки конвеєра, що прикріплений до верхняка і вільно звисає поперек виробки.